# ココロのオンガク 〜music for you〜
『ココロのオンガク 〜music for you〜』（ココロのオンガク ミュージックフォーユー）は、文化放送でかつて放送されていたラジオ番組である。2013年9月30日から2024年3月29日までの11シーズンにわたり、ナイターオフシーズンの期間に放送されていた。

## 概要
2000年4月9日から2013年3月29日まで13年にわたり放送してきた『ミュージックギフト〜音楽・地球号』の後継番組である。J-POPに造詣の深い井手大介をパーソナリティに起用し、リスナーから寄せられたメッセージと共にリクエスト曲をかけつつ“今を生きる”リスナーに対して、音楽で応援をする番組であった。
悩みを抱えている、叶えたい夢がある、応援してあげたい人がいる、迷惑をかけた人に謝りたい、お世話になったあるいは支えてくれた人にお礼を言いたいなどリスナーから寄せられるメッセージは様々であった。また、放送で紹介されたメッセージは一部抜粋して番組の公式ホームページに掲載された。
たまに木・金曜連続でゲストを呼ぶことがあった。
前番組『ミュージックギフト〜音楽・地球号』では4月 - 9月のナイターシーズンにも日曜日に放送されていたが、本番組はこの編成を行わず、ナイターオフシーズンのみの放送であった。但し、ナイターシーズン中もホームページは引き続き更新されるほか、不定期に特別番組を一部地域において放送する場合があった。
放送開始以来30分番組として放送されてきたが、2016年度より15分番組になった。
なお『ミュージックフォーユー』という同名番組は1979年（1月 - 3月）に名古屋の東海ラジオ放送（NRN単独加盟局であるが、当番組は非ネット）でも放送されていた。

## 番組の終焉
2024年3月29日を持って番組が終了。最終回のエンディングでは、井手が新型コロナウィルスの日本国内での感染拡大など悲しい事件も少なからずあった中で、10年以上にわたり番組が愛された事に触れ、この番組で流れた曲の数々は全てリスナーが選曲してくれたものであり、リクエストを送ってくれたリスナー全員に感謝したいとの旨のコメントを述べた。その上で、番組を応援してくれたリスナー全員、番組に出演してくれたゲスト、番組制作に協力してくれた関係各所に対しこれからたくさんの幸せが届くことを心から祈っていると伝え、10年半・11シーズンにわたる番組の歴史に幕を下ろした。翌年度からの後継番組は『みんなの音楽室』。

## 放送期間

### レギュラー
- 2013年ナイターオフ（2013年9月30日 - 2014年3月28日 ※文化放送他、一部ネット局は3月27日まで）
- 2014年ナイターオフ（2014年9月29日 - 2015年3月27日 ※文化放送他、一部ネット局は3月26日まで）
- 2015年ナイターオフ（2015年9月28日 - 2016年3月25日 ※文化放送他、一部ネット局は3月24日まで）
- 2016年ナイターオフ（2016年9月26日 - 2017年3月31日 ※文化放送他、一部ネット局は3月24日まで）
- 2017年ナイターオフ（2017年10月2日 - 2018年3月30日 ※文化放送他、一部ネット局は3月29日まで）
- 2018年ナイターオフ（2018年10月1日 - 2019年3月29日 ※文化放送他、一部ネット局は3月28日まで）
- 2019年ナイターオフ（2019年9月30日 - 2020年3月27日）
- 2020年ナイターオフ（2020年9月28日 - 2021年3月26日 ※文化放送他、一部ネット局は3月25日まで）
- 2021年ナイターオフ（2021年9月27日 - 2022年3月25日 ※文化放送他、一部ネット局は3月24日まで）
- 2022年ナイターオフ（2022年9月26日 - 2023年3月24日）
  - 2022年度は最終週の2023年3月31日までナイターオフ編成であったため、同年3月27 - 31日の当番組の放送時間帯については、ネット局独自の編成で対応[3]。
- 2023年ナイターオフ（2023年10月2日 - 2024年3月29日）
  - 文化放送では2024年1月1日の放送は休止。3月29日は『文化放送スポーツスペシャル プロ野球パシフィック・リーグ2024開幕戦 東北楽天ゴールデンイーグルス対埼玉西武ライオンズ 実況中継』放送のため、3月28日を最終回とした。

### 特別番組
『ココロのオンガク 〜music for you〜 2015夏』（2015年7月20日※東名阪3局ネットで放送）
『ココロのオンガク 〜music for you〜 2016夏スペシャル』（2016年8月11日※東名阪3局ネットで放送）
『ココロのオンガク 〜music for you〜 応援ソングスペシャル』（2017年12月30日※東名阪3局ネットで放送）
『ココロのオンガク ～music for you～ 届けよう言葉の花束』（2018年3月24日※東名阪3局ネットで放送、ラジオ大阪のみ3月31日放送）

## パーソナリティ
- 井手大介

## エンディングのミニコーナー
- 小さなハッピーダイヤリー（2014年度）

## 出演したゲスト
- 北乃きい
- ☆Taku Takahashi
- 水野裕子
- 前川真悟、新屋行裕（かりゆし58）
- 宮城大輝
- MAX
- 若旦那（湘南乃風）
- w-inds.
- JUJU
- 中村あゆみ
- 村上学、飯野桃子（テスラは泣かない。）
- TEE
- ヒロキ（リリィ、さよなら。）
- 吉田山田
- 山猿
- 渡辺俊美（TOKYO No.1 SOUL SET）
- 奥華子
- Metis
- SHOGO（175R）
- 10-FEET
- 林部智史
- ダイスケ
- 河西智美
- 岩淵紗貴、一瀬貴之（MOSHIMO）
- 小野正利
- ワタナベダイスケ（D.W.ニコルズ）
- PORIN（Awesome City Club）
- D-51
- Rover、MOCA（ベリーグッドマン）
- 柴田淳
- 阿部真央
- 東野純直
- 徳永ゆうき
- 南端まいな
- ISEKI
- 本田剛文、吉原雅斗（BOYS AND MEN）
- 米倉利紀
- 日食なつこ
- 織田哲郎
- 田邊駿一、辻村勇太（BLUE ENCOUNT）
- 柴崎浩（WANDS）
- 半﨑美子
- Blaise、DICK（MONKEY MAJIK）
- 小林香織
- 安岡優（ゴスペラーズ）
- 湯木慧
- 橋口洋平（wacci）
- 早見優
- つじあやの
- 杏沙子
- tae（ORESKABAND）
- 柚来しいな
- Anna
- 西本茉生、西澤呈（GENIC）
- 鷲尾伶菜
- 上野大樹
- 野田愛実
- 岡本優星（Ammo）
- SUZUKI、HIROTO（WOLF HOWL HARMONY）
- 鹿野淳

## 2022年度のパートナー
首都圏におけるスペシャルウィークに出演。
- IMALU（10月17日 - 21日）
- 鬼頭由芽（12月19日 - 23日）
- 葉一（2023年2月20日 - 24日）

## ネット局
全て月 - 金曜の帯。ネット局は『ミュージックギフト〜音楽・地球号』から引き継いでいるが、放送時間は一部のネット局で変更となっている。一部の局はプロ野球中継のため放送時間の変更または休止となる場合がある。
放送時間の早い順から記載。
| 放送対象地域  | 放送局                 | 系列    | 放送時間            | 放送時間            | 放送時間      | 放送時間            | 脚注         |
| 放送対象地域  | 放送局                 | 系列    | 2013年度 - 2015年度 | 2016年度 - 2019年度 | 2020年度      | 2021年度 - 2023年度 | 脚注         |
| ------------- | ---------------------- | ------- | ------------------- | ------------------- | ------------- | ------------------- | ------------ |
| 関東広域圏    | 文化放送               | NRN     | 18:30 - 19:00       | 18:45 - 19:00       | 18:45 - 19:00 | 18:45 - 19:00       | [ 5 ]        |
| 北海道        | 北海道放送             | NRN/JRN | 18:30 - 19:00       | 18:45 - 19:00       | 18:45 - 19:00 | 18:45 - 19:00       | [ 6 ]        |
| 青森県        | 青森放送               | NRN/JRN | 18:30 - 19:00       | 18:45 - 19:00       | 18:45 - 19:00 | 18:45 - 19:00       |              |
| 岩手県        | IBC岩手放送            | NRN/JRN | 18:30 - 19:00       | 18:45 - 19:00       | 18:45 - 19:00 | 18:45 - 19:00       |              |
| 秋田県        | 秋田放送               | NRN/JRN | 18:30 - 19:00       | 18:45 - 19:00       | 18:45 - 19:00 | 18:45 - 19:00       |              |
| 宮城県        | 東北放送               | NRN/JRN | 18:30 - 19:00       | 18:45 - 19:00       | 18:45 - 19:00 | 18:45 - 19:00       |              |
| 山形県        | 山形放送               | NRN/JRN | 18:30 - 19:00       | 18:45 - 19:00       | 18:45 - 19:00 | 18:45 - 19:00       |              |
| 茨城県        | LuckyFM茨城放送        | NRN     | 18:30 - 19:00       | 18:45 - 19:00       | 18:45 - 19:00 | 18:45 - 19:00       |              |
| 栃木県        | 栃木放送               | NRN     | 18:30 - 19:00       | 18:45 - 19:00       | 18:45 - 19:00 | 18:45 - 19:00       |              |
| 新潟県        | 新潟放送               | NRN/JRN | 18:30 - 19:00       | 18:45 - 19:00       | 18:45 - 19:00 | 18:45 - 19:00       |              |
| 山梨県        | 山梨放送               | NRN/JRN | 18:30 - 19:00       | 18:45 - 19:00       | 18:45 - 19:00 | 18:45 - 19:00       |              |
| 富山県        | 北日本放送             | NRN/JRN | 18:30 - 19:00       | 18:45 - 19:00       | 18:45 - 19:00 | 18:45 - 19:00       |              |
| 石川県        | 北陸放送               | NRN/JRN | 18:30 - 19:00       | 18:45 - 19:00       | 18:45 - 19:00 | 18:45 - 19:00       |              |
| 福井県        | 福井放送               | NRN/JRN | 18:30 - 19:00       | 18:45 - 19:00       | 18:45 - 19:00 | 18:45 - 19:00       |              |
| 静岡県        | 静岡放送               | NRN/JRN | 18:30 - 19:00       | 18:45 - 19:00       | 18:45 - 19:00 | 18:45 - 19:00       |              |
| 近畿広域圏    | ラジオ大阪             | NRN     | 18:30 - 19:00       | 18:45 - 19:00       | 18:45 - 19:00 | 18:45 - 19:00       | [ 7 ]        |
| 和歌山県      | 和歌山放送             | NRN/JRN | 18:30 - 19:00       | 18:45 - 19:00       | 18:45 - 19:00 | 18:45 - 19:00       |              |
| 鳥取県 島根県 | 山陰放送               | NRN/JRN | 18:30 - 19:00       | 18:45 - 19:00       | 18:45 - 19:00 | 18:45 - 19:00       |              |
| 岡山県        | RSK山陽放送            | NRN/JRN | 18:30 - 19:00       | 18:45 - 19:00       | 18:45 - 19:00 | 18:45 - 19:00       |              |
| 山口県        | 山口放送               | NRN/JRN | 18:30 - 19:00       | 18:45 - 19:00       | 18:45 - 19:00 | 18:45 - 19:00       |              |
| 香川県        | 西日本放送             | NRN/JRN | 18:30 - 19:00       | 18:45 - 19:00       | 18:45 - 19:00 | 18:45 - 19:00       |              |
| 徳島県        | 四国放送               | NRN/JRN | 18:30 - 19:00       | 18:45 - 19:00       | 18:45 - 19:00 | 18:45 - 19:00       |              |
| 愛媛県        | 南海放送               | NRN/JRN | 18:30 - 19:00       | 18:45 - 19:00       | 18:45 - 19:00 | 18:45 - 19:00       |              |
| 高知県        | 高知放送               | NRN/JRN | 18:30 - 19:00       | 18:45 - 19:00       | 18:45 - 19:00 | 18:45 - 19:00       |              |
| 福岡県        | 九州朝日放送           | NRN     | 18:30 - 19:00       | 18:45 - 19:00       | 18:45 - 19:00 | 18:45 - 19:00       | [ 8 ]        |
| 長崎県 佐賀県 | 長崎放送 NBCラジオ佐賀 | NRN/JRN | 18:30 - 19:00       | 18:45 - 19:00       | 18:45 - 19:00 | 18:45 - 19:00       |              |
| 大分県        | 大分放送               | NRN/JRN | 18:30 - 19:00       | 18:45 - 19:00       | 18:45 - 19:00 | 18:45 - 19:00       | [ 9 ]        |
| 長野県        | 信越放送               | NRN/JRN | 21:00 - 21:30       | 21:00 - 21:15       | 21:00 - 21:15 | 21:00 - 21:15       |              |
| 鹿児島県      | 南日本放送             | NRN/JRN | 21:00 - 21:30       | 21:00 - 21:15       | 21:00 - 21:15 | 21:00 - 21:15       |              |
| 宮崎県        | 宮崎放送               | NRN/JRN | 21:00 - 21:30       | 21:00 - 21:15       | 18:45 - 19:00 | 18:45 - 19:00       |              |
| 広島県        | 中国放送               | NRN/JRN | 21:00 - 21:30       | 18:45 - 19:00       | 18:45 - 19:00 | 18:45 - 19:00       | [ 10 ]       |
| 福島県        | ラジオ福島             | NRN/JRN | 21:30 - 22:00       | 18:45 - 19:00       | 18:45 - 19:00 | 18:45 - 19:00       |              |
| 沖縄県        | 琉球放送               | JRN     | 21:30 - 22:00       | 21:45 - 22:00       | 21:15 - 21:30 | 21:15 - 21:30       | [ 11 ] [ 6 ] |
| 中京広域圏    | CBCラジオ              | JRN     | 21:30 - 22:00       | 21:45 - 22:00       | 21:45 - 22:00 | 21:45 - 22:00       | [ 6 ]        |
| 熊本県        | 熊本放送               | NRN/JRN | 21:30 - 22:00       | 21:45 - 22:00       | 21:45 - 22:00 | 18:45 - 19:00       |              |